# Master Hands
Pour plus de détails, voir Fiche technique et Distribution.
Master Hands (« Mains de maître » en anglais) est un film documentaire commandité (en) américain sorti en 1936. En noir et blanc et d'une durée de 33 minutes, le film montre le travail qui est fait dans une usine de construction automobile Chevrolet.
Il a été produit par la Jam Handy Organization (en), une pionnière dans la production de films commandités. En 1999, il a été sélectionné dans le National Film Registry de la Bibliothèque du Congrès pour être préservé comme étant « culturellement, historiquement ou esthétiquement signifiant ».